# Tennis (Computerspiel)
Tennis (jap.: テニス, Hepburn: Tenisu) ist ein Videospiel, das von Nintendo entwickelt und am 14. Januar 1984 in Japan, am 18. Oktober 1985 in Nordamerika und am 1. September 1986 in Europa für das Nintendo Entertainment System (NES) bzw. den Family Computer (Famicom) veröffentlicht wurde. In Nordamerika und Europa war das Spiel eines von 18 Launchtiteln für das NES.

## Spielprinzip
Tennis ist ein Sportspiel, das sowohl einen Einzelspieler- als auch einen Mehrspielermodus enthält. Das Spiel kann miteinander (im Doppel gegen zwei Computergegner) oder gegeneinander (beide Spieler im Einzel) gespielt werden. Im Einzelspielermodus kann nur gegen einen Computergegner gespielt werden, bei dem zwischen fünf verschiedenen Schwierigkeitsgraden ausgewählt werden kann.

## Portierungen und Neuveröffentlichungen
Am 21. Februar 1986 wurde das Spiel für das Famicom Disk System, das exklusiv in Japan erhältlich war, veröffentlicht.
Am 16. September 2002 wurde das Spiel für den Nintendo e-Reader in Nordamerika veröffentlicht.
Das Spiel erschien außerdem im Rahmen des Virtual-Console-Angebots am 2. Dezember 2006 in Japan, am 18. Dezember 2006 und am 22. Dezember 2006 in Europa für den Nintendo eShop der Wii.
Für die Virtual Console der Wii U erschien das Spiel am 30. Oktober 2013 in Japan und am 10. Oktober 2013 in Nordamerika und Europa.

## Trivia
Mario ist der Schiedsrichter im Spiel.